# Фторосульфонат калия
Фторосульфонат калия — неорганическое соединение,
соль калия и фторсульфоновой кислоты с формулой KSO3F,
бесцветные кристаллы,
растворяется в воде.

## Физические свойства
Фторосульфонат калия образует бесцветные кристаллы.
Растворяется в воде.